# Михайло Василевич
Михайло Василевич або Михайло Васильович Свинюський (пол. Mychajło Wasilewicz Świniuski; пом. бл.1561, Велике князівство Литовське) — писар литовський. Державець мідницький, кревський, стоклішський, кормяловський, староста упітський (1531—1543 рр.).

## Життєпис
Волинський зем'янин, шляхтич гербу Корчак. Батько Василь Євлашкович (пол. Wasil Jewłaszkowicz), білоруського походження. Брат Марка Васильовича Журавницького (пом. 1567), єпископа Луцького і Острозького. В молодості Михайла включили в посольство до кримського хана, а ще раніше король дав йому привілей на село Торговицю. Коли 1512 року Михайло повернувся з Криму, то виявилось що за цей час король віддав його село князям Івану та Федору Корецьким, тому, після звернення, король Сигізмунд, своїм привілеєм, надав йому у володіння село Свинюхи, звідти і його прізвисько. В 1520 році король Сигізмунд, прагнучи винагородити його за значні витрачені кошти на справи краю, в часі побуту в Орді, та кошти витрачені на посольство татарське з 60 осіб, видав його батьку Василю Євлашковичу право на посаду єпископа Луцького або Володимирського, там, де раніше з'явиться вакансія. Михайло Свинюський згадується в постанові сейму князівства Литовського від 1 травня 1528 року, де йому разом з багатьма іншими, наказано дати чотирьох коней для державних потреб.
З 1515 по 1540 рр. Михайло Свинюський купив маєтки — Козлів, Теслугів, одну третину Кокорівщини, Волковичі, Заячиці а також купив Блудів та виміняв Бубнів у королеви Бони, мав у власності фільварок, два дворища в передмісті Луцька та двір в Луцькому замку, дім у Вільні.
1535 року король Сігізмунд віддав Михайлу Василевичу конфісковані маєтки князя Буремельського. 1547 року дружина Михайла, Катерина Львівна Буремельська, скаржилась на двоюрідного брата, князя Дмитра Олександровича Буремельського, за заподіяні їй ним кривди.
В 1545 році привілеєм короля Сигізмунда II володіння перейшли до його сина Михайла Михайловича Свинюського (пом. 1553) який одружився з дочкою князя Чарторийського — Федорою (пом. 1568).
За версією відомого письменника, науковця і краєзнавця Григорія Дем'янчука, дуже імовірно, що Михайло Василевич (Свинюський), у похилому віці, пішов в монастир і був переписувачем Пересопницького Євангелія, визначної рукописної пам'ятки староукраїнської літературної мови і мистецтва.

## Посади
- писар королівський 1512—1521 рр. і 1531—1543 рр.
- державець мідницький 1531—1538 рр. і 1543 р.
- державець кревський 1533—1538 рр.
- державець стоклішський 1534—1538 рр.
- державець кормяловський 1538 р.
- староста упітський 1540 р.

## Герб
Родовий герб Корчак. За дослідженням українського історика О.Однороженка, щодо герботворення панів Свинюських, то незважаючи на доволі значну кількість відомих нам пам'яток, залишається нез'ясованим питання про зміст позащитових елементів в їхньому родовому гербі. Всі печатки представників цього роду мають в своєму полі зображення німецького щита, на якому розташовано три вруба. Найдавніша з них, від 1528 р., належала господарському писарю Михайлові Васильовичу Свинюському. Характерною особливістю його наступної печатки від 1534—1536 рр. є наявність листочків в її полі, які було розташовано навколо щита. Усіяним, але цього разу п'ятипроменевими зірками, є поле третьої печатки Михайла Васильовича від 1536—1543 рр. З чотирьох відомих на сьогодні печаток його сина, Михайла Михайловича Свинюського, три перші від 1546—1553 р.р. мають звичне зображення трьох врубів в німецькому щиті. Натомість, на четвертій печатці від 1554—1559 рр. маємо цікаву видозміну родового герба, в якому крім трьох врубів присутнє навскісне перехрестя на горішньому з них.

## Виноски
1. ↑  Stokliszki (lit. Stakliškės) – містечко в Литві.
2. ↑  Kormiałów (lit. Karmėlava) – містечко в Литві.